# Gottvertrauen
Unter Gottvertrauen versteht man in erster Linie das Vertrauen des Menschen auf Gott und sein Handeln. Teilweise wird damit auch gemeint, der Schöpfung Gottes zu vertrauen, d. h. in jedem Lebewesen ob nun Mensch, Tier oder Pflanze Gotteswerk zu sehen und sich an diesem zu erfreuen.

## Gottvertrauen in der Bibel
Im 2. Buch der Könige wird beispielhaft von König Hiskia berichtet: „Er tat, was dem HERRN wohlgefiel, ganz wie sein Vater David. Er entfernte die Höhen und zerbrach die Steinmale und hieb das Bild der Aschera um und zerschlug die eherne Schlange, die Mose gemacht hatte. Denn bis zu dieser Zeit hatte ihr Israel geräuchert, und man nannte sie Nehuschtan. Er vertraute dem HERRN, dem Gott Israels, so dass unter allen Königen von Juda seinesgleichen nach ihm nicht war noch vor ihm gewesen ist. Er hing dem HERRN an und wich nicht von ihm ab und hielt seine Gebote, die der HERR dem Mose geboten hatte. Und der HERR war mit ihm, und alles, was er sich vornahm, gelang ihm. Und er wurde abtrünnig vom König von Assyrien und war ihm nicht mehr untertan. Er schlug auch die Philister bis nach Gaza und seinem Gebiet, von den Wachttürmen bis zu den festen Städten“ (2. Könige 18,1-8).

## Gottvertrauen im Christentum
Aus christlicher Sicht bedeutet Gottvertrauen: Die Liebe Gottes als allumfassende zu erkennen und das eigene Vertrauen in Gottes Hände zu legen, die drei christlichen Haupttugenden Glaube, Hoffnung und Liebe selber zu leben und an andere weiterzugeben.
Oftmals legen Christen bewusst ihr Leben in die Hände des gekreuzigten und auferstandenen Jesus Christus, im Vertrauen auf seine Güte und Fürsorge und die Hoffnung des ewigen Lebens.
Außerdem bedeutet Gottvertrauen im Weiteren auch, an Gottes Wort, d. h. die Bibel und damit an die Auferstehung Jesu Christi, sowie die durch ihn mögliche Sündenvergebung zu glauben. Gottvertrauen soll Angst ausschließen, insbesondere vor der Verdammnis und vor dem Weltende.
In der jüngeren Spiritualität, insbesondere seit Therese von Lisieux, gewinnt der Gedanke der Gotteskindschaft stärker an Bedeutung. Die in der Taufe begründete Gemeinschaft mit Christus, als dem Mensch gewordenen ewigen Wort des himmlischen Vaters, soll demnach das tägliche Leben als wirkliches, belastbares Vertrauen in Gottes gütige Führung bestimmen.

## Gottvertrauen in anderen Religionen
Auch in verschiedenen anderen Religionen gibt es Hingabe, im Islam etwa die Hingabe an Allah und an seinen Propheten, im Judentum das Vertrauen auf JHWH; das Vertrauen auf Gott wird hebräisch Bitachon genannt.
In östlichen Religionen, beispielsweise im Buddhismus, Konfuzianismus oder Daoismus, gibt es das Vertrauen und die Hingabe in das Werden und Vergehen und die Reinkarnation (Wiedergeburt) oder an eine natürliche Ordnung (etwa als Dao).
Im Hinduismus wird der Begriff shradda aus dem Sanskrit für Vertrauen und Aufrichtigkeit als spirituelle Tugend angesehen.
In einigen ethnischen Religionen gibt es das Ideal vom Leben im Einklang mit der Natur und das Vertrauen auf die natürliche Ordnung der Dinge – eine andere Art des Vertrauens auf höhere Mächte.